# Ingrid Pettersson (pastor)
Ingrid Linnea Petterson, född 16 september 1907 i Torstuna socken, död 17 juni 1981 i Fjärdhundra församling, var en av de första kvinnliga pastorerna i Sverige.

## Biografi
Ingrid Pettersson var dotter till skräddaren Arvid Pettersson och hans hustru Lovisa, född Engman. Hon genomgick månadslånga evangelistkurser 1930 och 1931 och verkade sedan som evangelist i Västmanland och Närke 1931–1947.
År 1947 antog hon en kallelse från Särna missionsförsamling, först som evangelist ett par månader men sedan som pastor och föreståndare. Därmed blev hon den andra kvinnan i Svenska Missionsförbundet som fick pastorstjänst. Till att börja med kallade församlingen manliga pastorer att leda nattvarden, men efter en tid tog församlingen ett enhälligt beslut om att Ingrid Pettersson även skulle sköta den delen av pastorsarbetet. Ingrid Pettersson blev erkänd pastor i Svenska Missionsförbundet efter ett generellt beslut 1950 om att säga ja till kvinnliga pastorer i samfundet, men hon gick aldrig någon pastorsutbildning och blev inte heller avskild (numera ordinerad) i samfundet, utan bara lokalt installerad i de församlingar där hon arbetade. I Särna arbetade hon som pastor fram till 1951. Hon hade sedan pastorstjänster på skilda platser i södra Norrland 1951–1954 samt i Los från 1953. På grund av hörselproblem slutade hon som pastor 1963.